# Ljubiša Samardžić
Pour les articles homonymes, voir Samardžić.
Ljubiša Samardžić est un acteur et réalisateur serbe né le 19 novembre 1936 à Skopje (royaume de Yougoslavie) et mort le 8 septembre 2017 à Belgrade (Serbie).

## Biographie

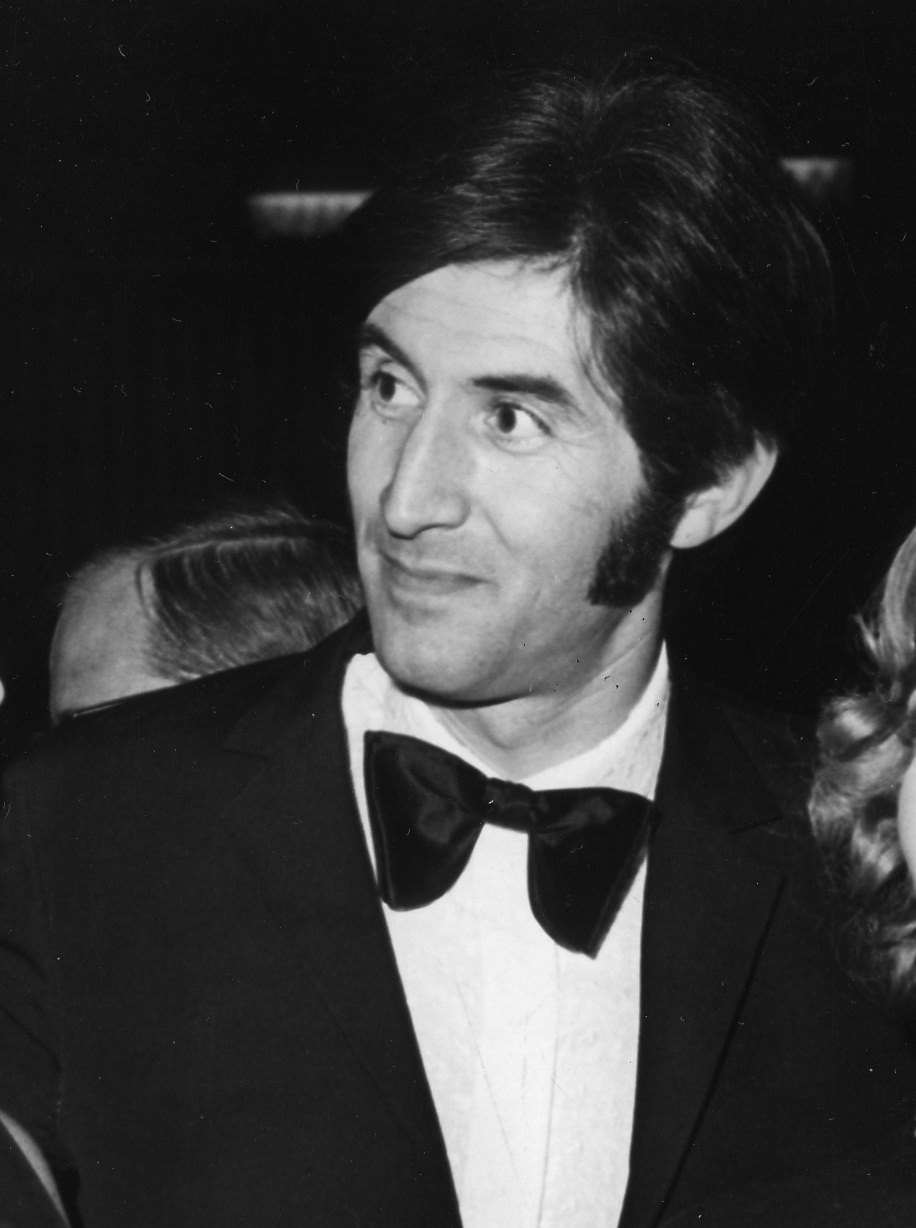
Ljubiša Samardžić en 1969.

## Filmographie

### Comme acteur
- 1962 : Kozara
- 1967 : Le Matin de Mladomir Puriša Đorđević
- 1971 : La Betìa ovvero in amore, per ogni gaudenza, ci vuole sofferenza
- 1972 : Walter défend Sarajevo (Valter brani Sarajevo) de Hajrudin Krvavac
- 1973 : La Cinquième Offensive (Sutjeska) de Stipe Delic
- 1973 : Bombasi de Predrag Golubović
- 1974 : Predstava 'Hamleta' u Mrdusi Donjoj de Krsto Papic
- 1975 : Crvena zemlja de Branimir Tori Jankovic
- 1975 : Doktor Mladen de Midhat Mutapdzic
- 1977 : Éducation spéciale (Specijalno vaspitanje) de Goran Markovic
- 1980 : Rad na odredjeno vreme de Milan Jelic
- 1987 : Ange gardien (Andjeo čuvar) de Goran Paskaljević
- 1988 : La Maison à côté du chemin de fer (Kuca pored pruge) de Zarko Dragojevic

### Comme réalisateur
- 2000 : Accroché au ciel (Nebeska udica)
- 2001 : Natasa
- 2003 : Ledina

## Récompense
- Coupe Volpi pour la meilleure interprétation masculine à la Mostra de Venise 1967 pour Le Matin.